# Snelpas

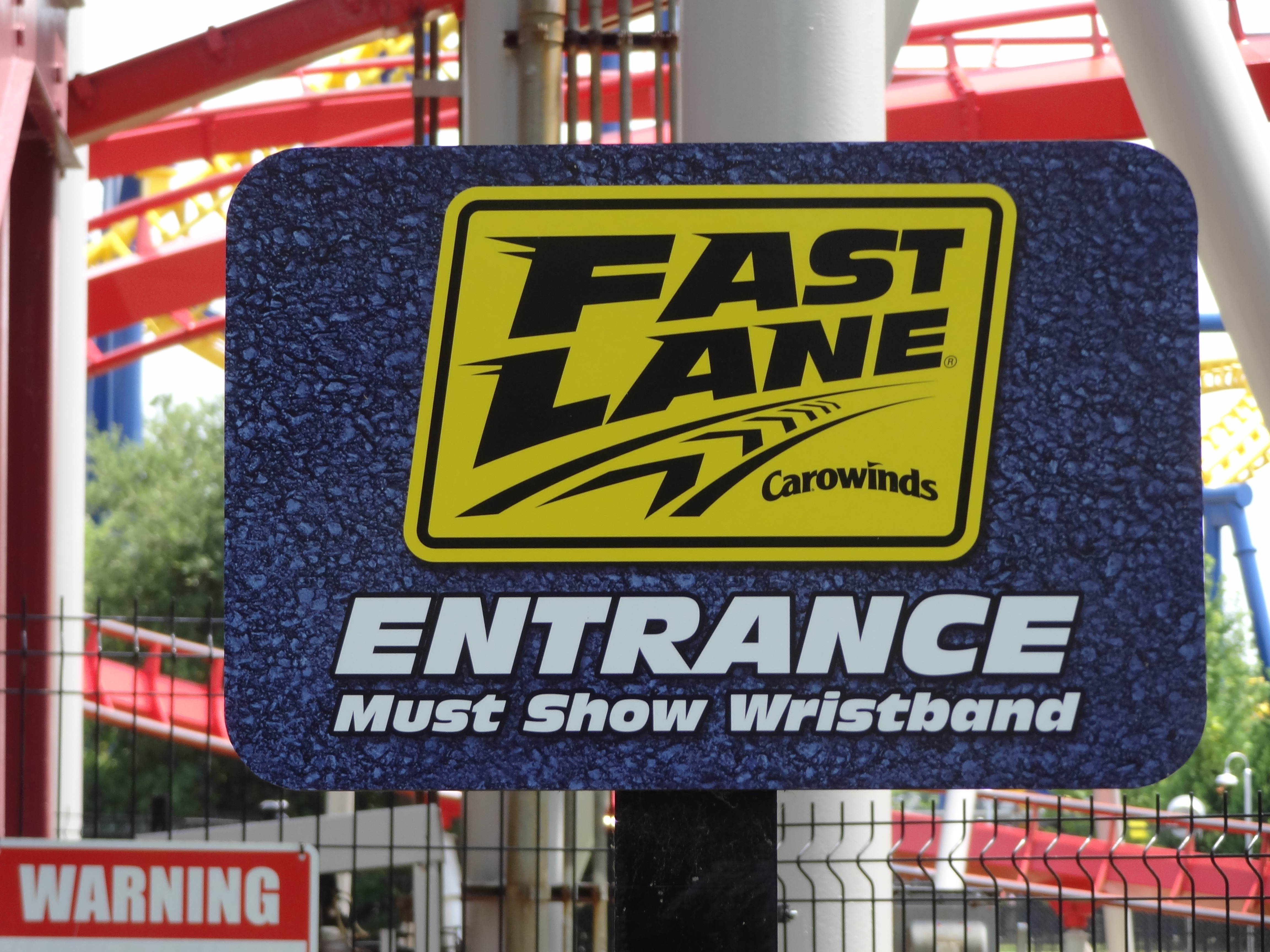
Snelpassysteem onder de naam Fast Lane in Carowinds.

Een snelpas is een passensysteem dat wordt toegepast in een aantal attractieparken. Hetzij tegen betaling hetzij gratis kunnen bezoekers voorrang krijgen in de wachtrij van enkele attracties. De desbetreffende attractie heeft een aparte wachtrij voor bezoekers met een snelpas. De snelpas is een idee van Walt Disney Parks and Resorts en in 1999 onder de naam FastPass gepresenteerd. De FastPass wordt inmiddels in alle Disney-parken toegepast.
In elk attractiepark werkt het systeem anders. Twee basisprincipes zijn:
- De bezoeker voert zijn snelpas in een automaat, waarna men de tijd aangereikt krijgt wanneer men zich bij de desbetreffende attractie kan melden. Bezoekers reserveren dus een "plek" in de attractie. Bij de Disneyparken voert de bezoeker hiervoor zijn of haar toegangskaart voor het park in.
- De bezoeker kan op vertoon van zijn pas toegang krijgen tot de wachtrij voor snelpasgebruikers. Bezoekers sluiten dus aan in een kortere wachtrij.

## Geschiedenis
De snelpas werd in 1999 in een aantal Disney-parken voor het eerst geïntroduceerd. In 2001 voerde de pretparkgroep Six Flags de snelpas in in Six Flags Over Georgia onder de naam Flash Pass. Sinds 2012 zijn alle attractie- en waterparken van Six Flags voorzien van de Flash Pass. In 2008 voerde Phantasialand de snelpas in onder de naam Quick Pass, waarmee het het eerste attractiepark in Duitsland met een snelpas was.
De pretparkgroep Cedar Fair Entertainment Company voerde in 2012 een proefperiode met een snelpas in het attractiepark Kings Island. In 2013 werd na deze geslaagde proefperiode de snelpas met de naam Fast Lane ook in de rest van haar parken ingevoerd.
In 2012 voerde het Duitse Europa-Park de zogenaamde Express Pass in. Walibi Holland  was in 2013 het eerste Nederlandse attractiepark met een snelpas. Ook Walibi Belgium lanceerde in 2013 de 4× Pass en de Speedy Pass. Met de 4× Pass kan men vier attracties doen zonder wachten, met de Speedy Pass ongelimiteerd. De introductie ervan kon op heel wat controverse rekenen in België, aangezien rijke kinderen dan een leukere dag kunnen beleven dan andere kinderen.
De Efteling voerde in 2017 bij de Python haar versie van de Snelpas als test in: de Boarding Pass. Hierbij kozen de gasten een tijdslot waarop ze de attractie konden betreden. Het laatste openingsuur van het park kon men in de rij gaan staan zonder tijdslot, zodat gasten die die dag geen tijdslot wisten te bemachtigen toch een ritje konden maken. In april 2018 werd de Boarding Pass definitief ingevoerd bij de Python. Door de coronacrisis werd dit sinds het voorjaar van 2020 echter niet meer gebruikt, waarna Carnaval Festival eind 2022 ook een online reserveringssysteem kreeg. Dit bleek echter geen succes te zijn.

## Locaties
In onder andere de volgende attractieparken wordt gebruikgemaakt van een snelpassysteem:
| Attractiepark                   | Naam snelpassysteem | Sinds                                          | Aantal attracties                                                                       |
| ------------------------------- | ------------------- | ---------------------------------------------- | --------------------------------------------------------------------------------------- |
| Alton Towers                    | Fastrack            | 2008                                           | Afhankelijk van welke van de 4 versies je pakt: 4- 12                                   |
| Blackpool Pleasure Beach        | Speedy Pass         |                                                | 30                                                                                      |
| Bobbejaanland                   | Speedy Pass         | 2022                                           | 11                                                                                      |
| California's Great America      | Fast Lane           | 2013                                           | 20                                                                                      |
| Canada's Wonderland             | Fast Lane           | 2013                                           | 19                                                                                      |
| Cedar Point                     | Fast Lane           | 2013                                           | 25                                                                                      |
| Chessington World of Adventures | Fasttrack           |                                                | 12                                                                                      |
| Disneyland Parijs               | FastPass            | 1999 2003                                      | 11 (Disneyland Park) 6 (Walt Disney Studios Park)                                       |
| Disneyland Resort               | FastPass            |                                                | 7 (8 indien Halloween) (Disneyland Park) 7 (Disney's California Adventure)              |
| Dorney Park & Wildwater Kingdom | Fast Lane           | 2013                                           | 10                                                                                      |
| Europa-Park                     | VirtualLine         | 2020                                           | 6                                                                                       |
| Gardaland                       | Gardaland Express   | 2009                                           | 17                                                                                      |
| Six Flags Great Escape          | Go Fast Pass        | 2005, sinds 2011 huidige naam                  | 11                                                                                      |
| Heide Park                      | Express Ticket      | Tussen 2015 en 2023 Express Butler             | 8                                                                                       |
| Holiday Park                    | Express Pass        | 2014                                           | 7                                                                                       |
| Hong Kong Disneyland            | Premier Access      | Sinds 2016 betalend                            | 8                                                                                       |
| Kings Dominion                  | Fast Lane           | 2013                                           | 15                                                                                      |
| Kings Island                    | Fast Lane           | 2011                                           | 24                                                                                      |
| Knott's Berry Farm              | Fast Lane           | 2013                                           | 10                                                                                      |
| La Ronde                        | Flash Pass          | 2013                                           | 16                                                                                      |
| Legoland Billund                | Reserve and ride    |                                                | 15                                                                                      |
| Legoland Californië             | Reserve 'N' Ride    |                                                | 15                                                                                      |
| Legoland Deutschland            | Express Pass        | 2013                                           | 15                                                                                      |
| Legoland Windsor                | Reserve & Ride      | 2008 onder de naam Q-bot                       | 27                                                                                      |
| Michigan's Adventure            | Fast Lane           | 2013                                           | 15                                                                                      |
| Mirabilandia                    | Flash Pass          | 2022                                           | 31                                                                                      |
| Movie Park Germany              | Speedy Pass         | Huidige versie: 2021                           | 27                                                                                      |
| Parc Astérix                    | Filotomatix         | 2021                                           | 10-13                                                                                   |
| Parque Warner Madrid            | Pase Correcaminos   | ± 2014                                         | 15                                                                                      |
| Phantasialand                   | Quick Pass          | 2008, herinvoering na coronacrisis: einde 2021 | 6 (Plusversie: 8)                                                                       |
| Plopsaland De Panne             | Express Pass        | 2022                                           | 9                                                                                       |
| Port Aventura                   | Express Pass        |                                                | 10 (Port Aventura) 5 (Ferrari Land) 6 (Caribe Aquatic Park)                             |
| Six Flags Great Adventure       | The Flash Pass      | 2001                                           | 16                                                                                      |
| Six Flags Over Georgia          | Flash Pass          | 2001                                           | 18- 21 (keuze uit 3 versies van de Flash Pass)                                          |
| Six Flags Over Texas            | Flash Pass          |                                                | 12                                                                                      |
| Thorpe Park                     | Fastrack            |                                                | 12                                                                                      |
| Tokyo Disney Resort             | FastPass            |                                                | 8 (Tokyo Disneyland) 9 (Tokyo DisneySea)                                                |
| Universal Orlando Resort        | Express Pass        |                                                | 15 (Universal Studios Florida) 14 (Islands of Adventure)                                |
| Valleyfair                      | Fast Lane           | 2013                                           | 16                                                                                      |
| Walibi Belgium                  | Speedy Rides        | 2013                                           | 18                                                                                      |
| Walibi Holland                  | Fast Lane           | 2013                                           | 9                                                                                       |
| Walt Disney World Resort        | FastPass            | 1999                                           | 9 (Magic Kingdom) 6 (Epcot) 4 (Disney’s Hollywood Studios) 5 (Disney’s Animal Kingdom ) |
| Worlds of Fun                   | Fast Lane           | 2013                                           | 15                                                                                      |